# 細尾六絲鯰
細尾六絲鯰為輻鰭魚綱鯰形目海鯰科的其中一種，分布於印度西太平洋區，從巴基斯坦至澳洲半鹹水水域、海域，體長可達45公分，棲息在沿海、河口區，屬肉食性，以無脊椎動物及小魚等為食，可作為食用魚。

## 擴展閱讀
維基物種上的相關：細尾六絲鯰